# Ellobius lutescens
Ellobius lutescens es una especie de roedor de la familia Cricetidae, que presenta la peculiaridad de ser la única especie conocida de mamíferos en la que sus machos carecen de cromosoma Y, presentando ambos géneros (machos y hembras) un juego de cromosomas de tipo X0.

## Distribución geográfica
Se encuentra en  Armenia, Azerbaiyán, Georgia, Irán y Turquía. 